# پوتسبرون
پوتسبرون (به آلمانی: Putzbrunn) یک شهر در آلمان است که در منطقه مونیخ واقع شده‌است.

## خصوصیات
پوتسبرون ۵۵۳ متر بالاتر از سطح دریا واقع شده‌است.